# Stephen Vincent Benét (General)

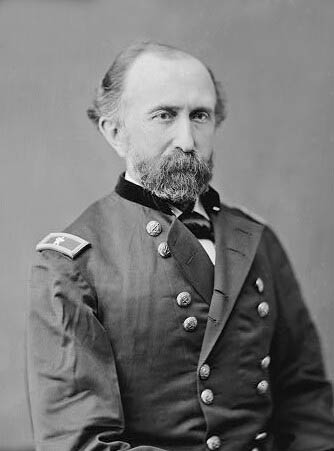
Stephen Vincent Benét

Stephen Vincent Benét (22. Januar 1827 in St. Augustine – 22. Januar 1891 in Washington, D.C.) war ein General der United States Army. Er war von 23. Juni 1874 bis 22. Januar 1891 Leiter des Ordnance Corps. Bekannt ist er für das nach ihm benannte Zündsystem für Zentralfeuerpatronen.

## Leben und Wirken
Benét war ein Nachkomme spanischer Einwanderer. Sein Großvater stammte aus Menorca und sein Vater war einflussreicher Politiker. Ab dem Alter von 12 Jahren besuchte er eine Privatschule in Alexandria (Virginia), wo er sehr gute schulische Leistungen zeigte. Wegen dieser Leistungen wurde er zur University of Georgia zugelassen, aber er verließ die Universität, um im Juni 1845 die United States Military Academy zu besuchen. Er war der erste Kadett aus Florida; der Bundesstaat trat erst drei Monate zuvor den Vereinigten Staaten bei. Benét schloss im Jahre 1849 die Militärakademie ab und trat in die US Army ein. Ursprünglich plante Benét Jurist zu werden und daher nur für eine kurze Zeit bei der Army zu bleiben. Während der 1850er-Jahre diente er in verschiedenen militärischen Einrichtungen, so im Watervliet (City, New York)-Arsenal, Frankford Arsenal und St. Louis-Arsenal. Auch lehrte er Geographie, Geschichte, Ethik und Recht an der Militärakademie. Im August 1861 wurde er zum Hauptmann befördert und an die Militärakademie als Ausbilder im Wehrmaterial und Schießkunde beordert.
Im Jahre 1864 wurde er Leiter des Frankford Arsenal, ein Posten, den er fünf Jahre hielt. Für seine Leistungen im Sezessionskrieg wurde Benét im Mai 1865 ein Brevet-Rang eines Oberstleutnants zugesprochen. Während seiner Zeit im Frankford Arsenal entwickelte Benét von 1866 bis 1868 das nach ihm benannte Zündsystem für Zentralfeuerpatronen.
Als sein Vorgesetzter Alexander Brydie Dyer im Jahre 1868 vor einem Untersuchungsgericht stand, sagte Benét für ihn als Zeuge aus. Später wurde Benét mit der Qualitätsprüfung für Waffen und Munition vertraut; auch experimentierte er mit Parrott-Geschützen in Cold Spring (New York). Nach dem Tod von General Dyer im Juni 1874 wurde Benét zum Brigadegeneral und Leiter des Ordnance Corps befördert. Benéts Amtszeit dauerte fast siebzehn Jahre. Er eröffnete einige neue Einrichtungen, z. B. Sandy Hook Proving Ground im August 1874. Benét ließ Verbesserungen bei Feldgeschützen, Hinterladern, Steilfeuergeschütze vornehmen und führte den Austauschbau bei Rädern von Lafetten ein. Er ließ Untersuchungen mit Küstengeschützen, Panzerungen, Sprengstoff, den frühen Maschinengewehren und pneumatische Dynamitgeschützen durchführen. Benét hielt an dem staatlichen Arsenalsystem fest und wehrte die Versuche der privaten Rüstungsindustrie ab, die gesamte Waffenproduktion zu übernehmen. Benét trat an seinem 64. Geburtstag, dem 22. Januar 1891, in den Ruhestand ein. Sein Nachfolger wurde Daniel Webster Flagler. In den nächsten Jahren verschlechterte sich sein gesundheitlicher Zustand und er starb an seinem 68. Geburtstag, dem 22. Januar 1895.
Benéts Sohn Laurence Vincent Benet wurde Ingenieur bei dem Waffenhersteller Hotchkiss et Cie und entwickelte dort die Maschinengewehre Hotchkiss M1909 und Hotchkiss M1914.
Drei von Benéts Enkeln, William Rose Benét, Stephen Vincent Benét und Laura Benet, wurden bekannte Schriftsteller.

## Publikationen
- A Treatise on Military Law and the Practice of Courts-martial, 1862
- Electro-Ballistic Machines And The Schultz Chronoscope, 1866
- Metallic Ammunition for the Springfield Breech-loading Rifle Musket, 1870